# گمینا سوومنگکی
گمینا سوومنگکی (به لهستانی:  Gmina Słomniki) یک گمینا در لهستان است که در شهرستان کراکوف واقع شده‌است. گمینا سوومنگکی ۱۱۱٫۳۸ کیلومتر مربع مساحت و ۱۳٬۵۸۹ نفر جمعیت دارد.